# Тирасполь (станція)
Тира́споль (рум. Tiraspol) — залізнична станція та єдиний залізничний вокзал міста Тирасполь. Станція підпорядковується Придністровській залізниці.

## Історія
1846 року бельгійський інженер Зюбер розпочав розробку початкового проєкту залізниці між Одесою, Тирасполем і Парканами. Будівництво залізничної лінії до Тирасполя розпочато у другій половині 1860-х років. 
1867 року прокладена залізниця від станції Роздільна I до Тирасполя, через що місто стало першим у регіоні, яке отримало пряме сполучення з Одесою. Наприкінці 1867 року у Тирасполі побудовано залізничний вокзал, а 1870 року — побудована залізниця до Паркан.
На початку XX століття пасажирський рух займає найважливіше місце у залізничному сполученні регіону з Одесою та Кишиневом. Через Тирасполь прямували поїзди різних класів — поштові, вантажно-пасажирські, кур'єрські.
У квітні 1944 року залізничний вокзал в Тирасполі був знищений відступаючими німецько-румунськими військами. Після визволення Тирасполя, він став одним з перших відновлених об'єктів міста.
До 1992 року через станцію прямували близько 30 поїздів на добу.
Через неврегульованість відносин між Молдовською і Придністровською залізницею з 2006 року через вокзал Тирасполя цілорічно прямував лише швидкий поїзд № 65/66 «Москва — Кишинів», а влітку — поїзд № 51/52 «Саратов — Варна». 
З 1 жовтня 2010 року відновилося курсування поїзда № 641/642 «Кишинів — Одеса», через деяку врегульованість ситуації між Придністров'ям і Молдовою.
З грудня 2011 року через станцію Тирасполь, за вказівкою РЖД, нетривалий час курсував додатковий поїзд № 595/596 «Москва — Кишинів» (з 24 грудня по 31 грудня 2011 року, 2 січня і з 25 грудня 2012 року по 31 грудня 2012 року, а також 1 і 2 травня 2013 року).

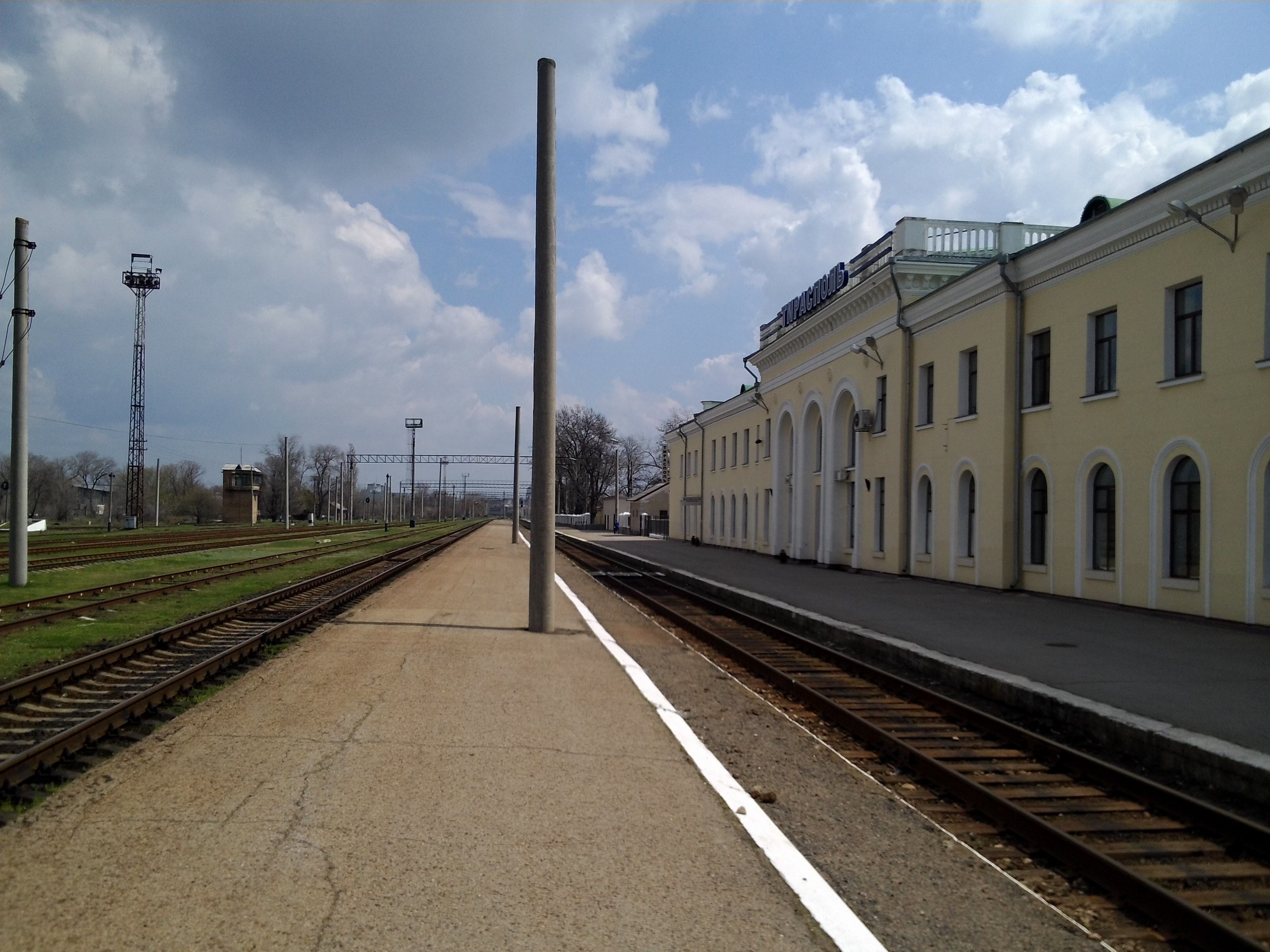
Перон вокзалу
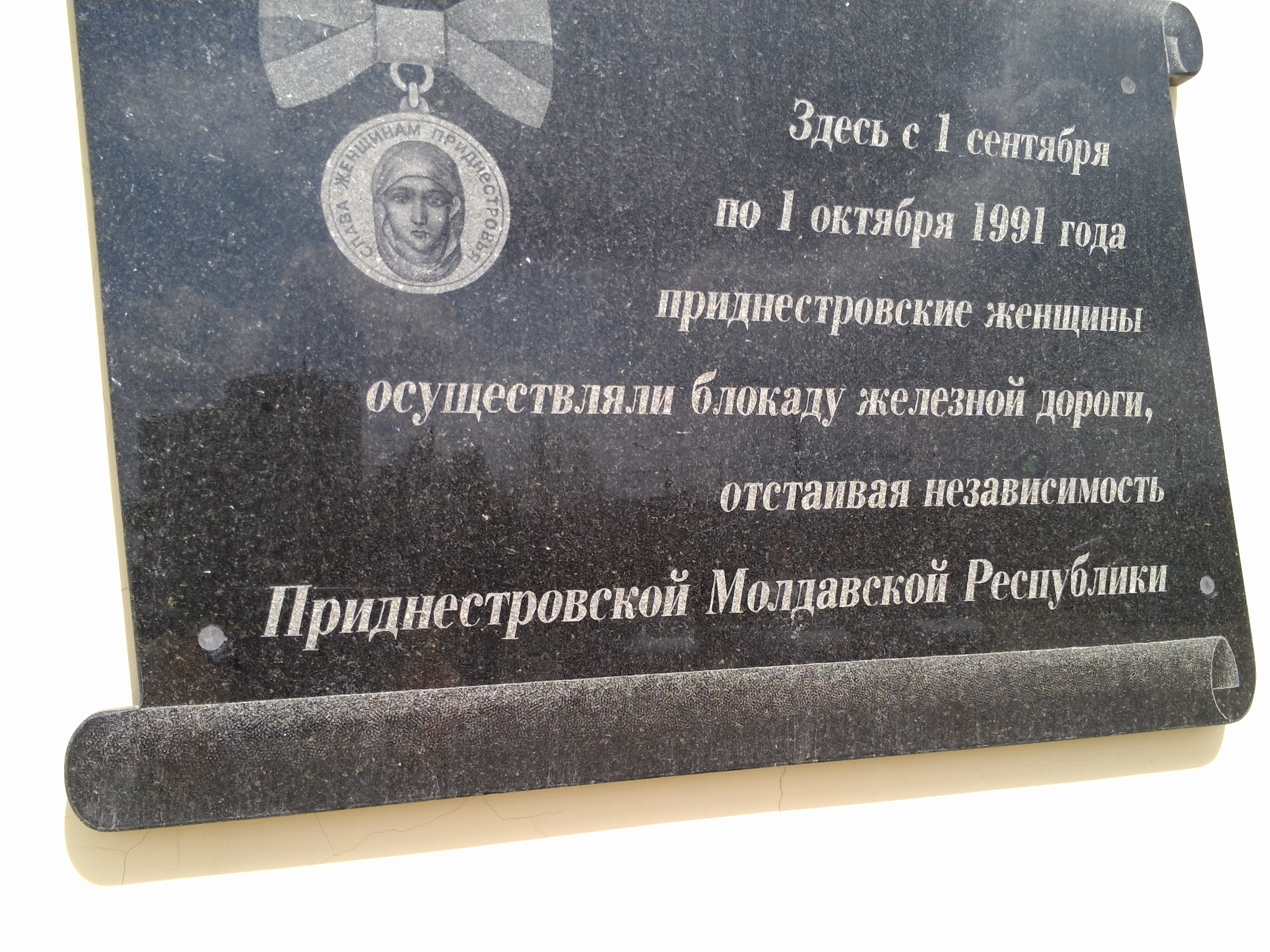
Меморіальна дошка в пам'ять про блокаду жінками залізниці під час Придністровського конфлікту
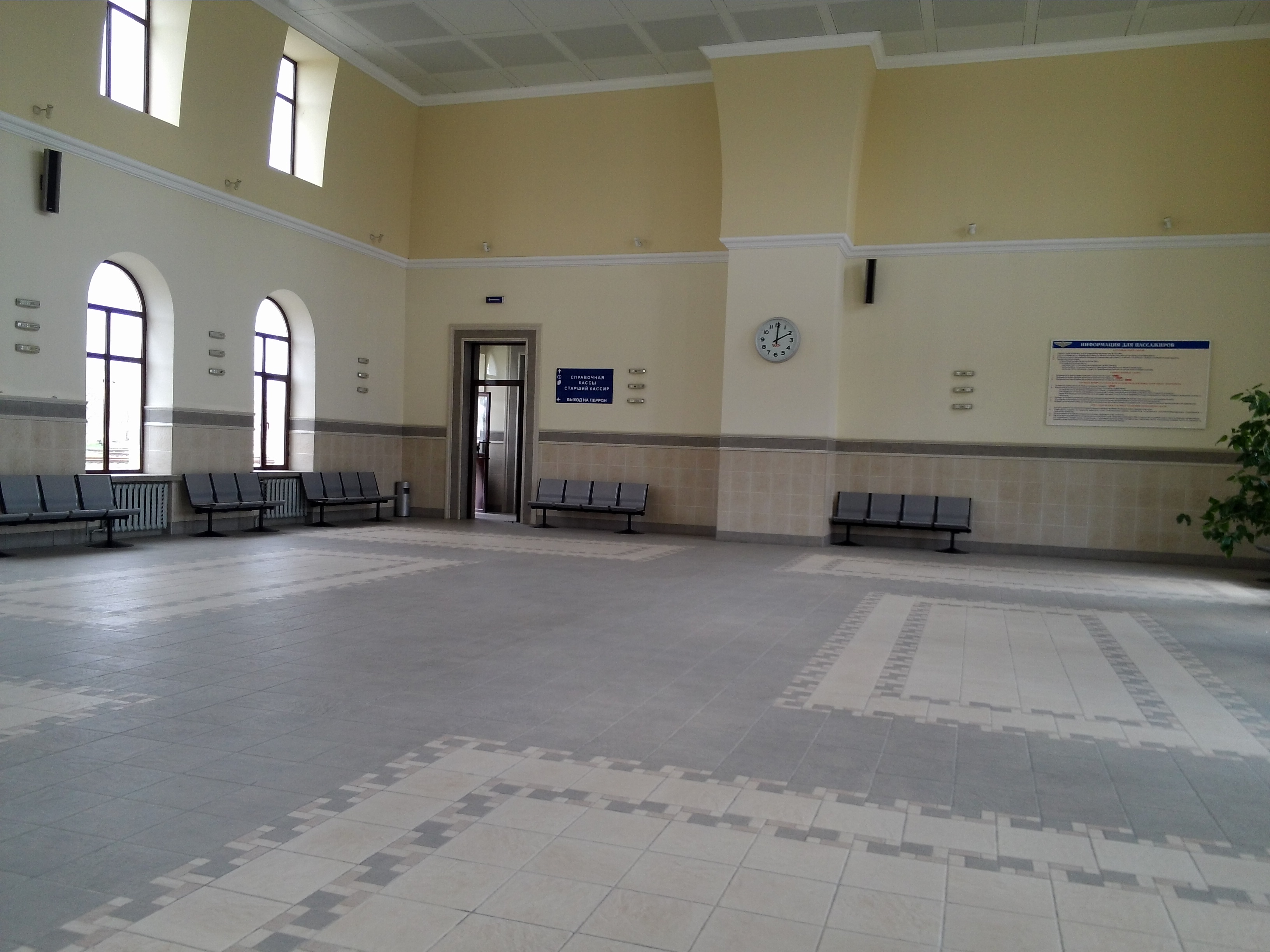
Всередині вокзалу

2013 року проведена реконструкція Привокзальної площі, де поклали нову плитку, також замінили асфальт на пероні. Проведено ремонт головної будівлі вокзалу. У цьому ж році відбулася театралізована історична реконструкція візиту до Тирасполя у 1914 році російського імператора Миколи II. На території вокзалу відкрито і освячено меморіальну дошку з нагоди перебування у Тирасполі російського імператора.

## Пасажирське сполучення
На станції зупиняються транзитні поїзди далекого сполучення.
| Рух пасажирських поїздів по станції Тирасполь |                    |                          |                      |
| №                                             | Маршрут сполучення | Періодичність курсування | Залізниця формування |
| 66/65                                         | Кишинів — Москва   | Через день               | РЖД                  |
| 842/841                                       | Кишинів — Одеса    | По 5, 6, 7 дням тижня    | Молдовська           |

Раніше через станцію курсував пасажирський поїзд сполученням «Саратов — Варна».

## Галерея

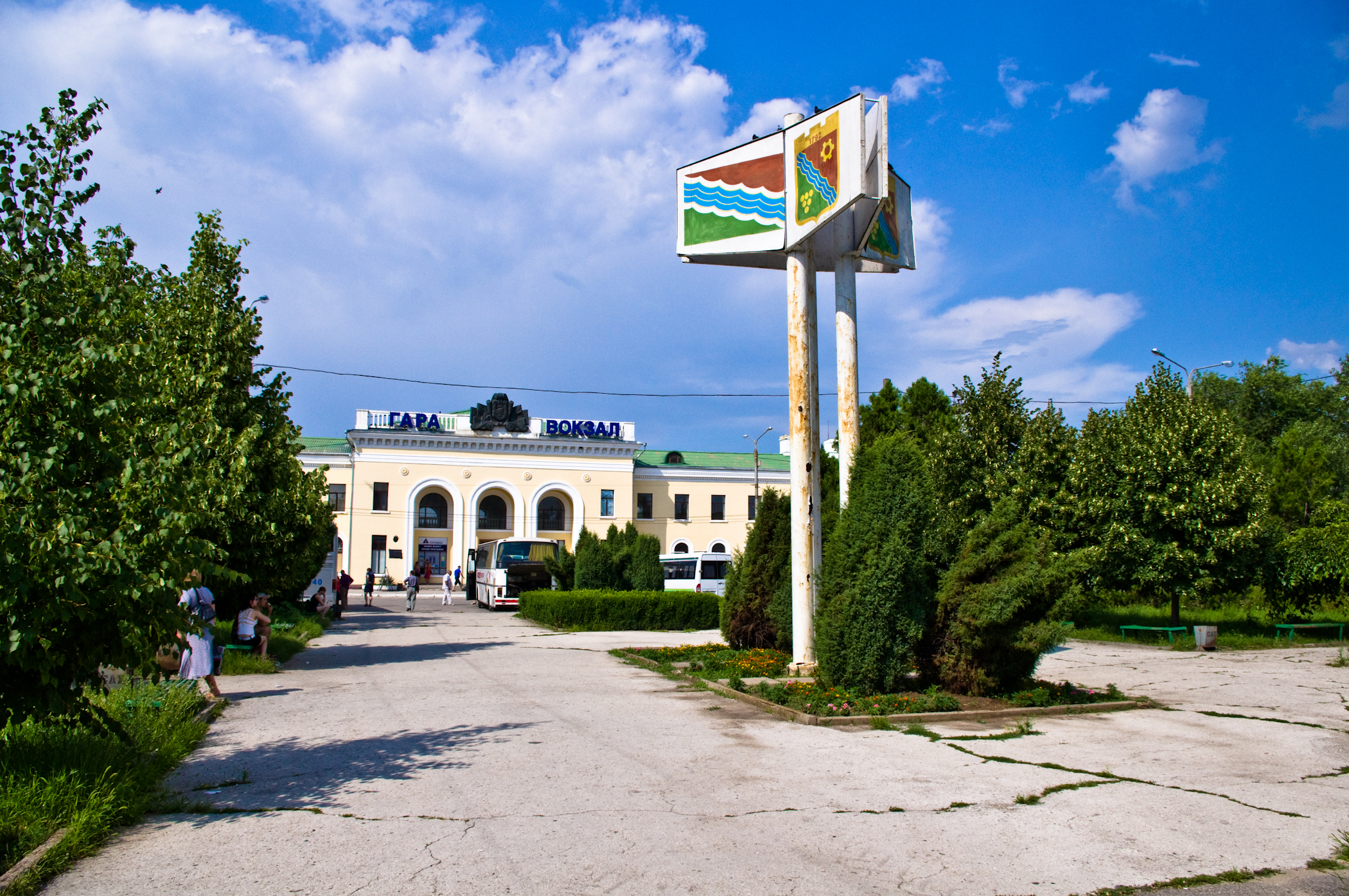
Вокзал
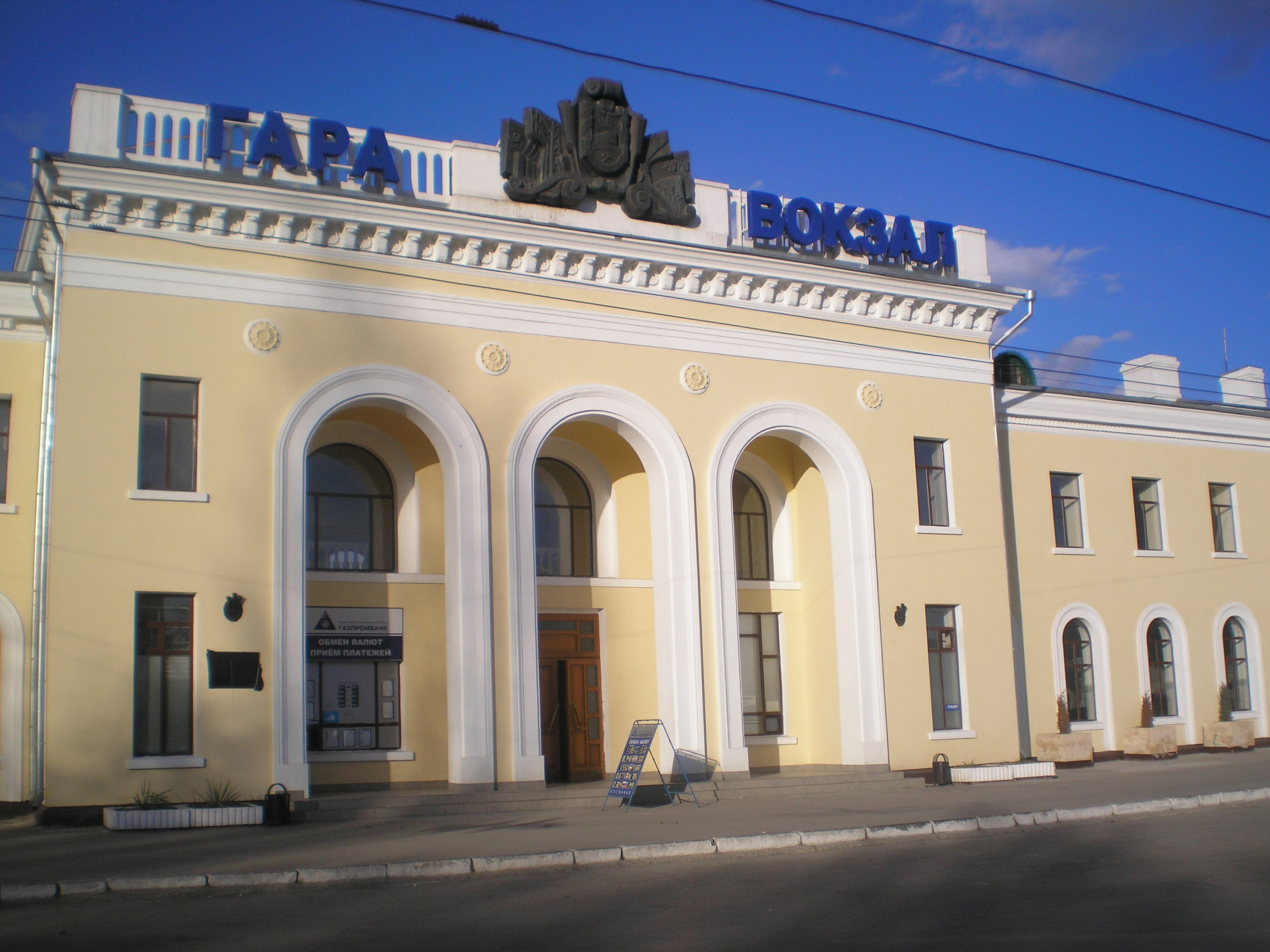
Вокзал зі сторони міста
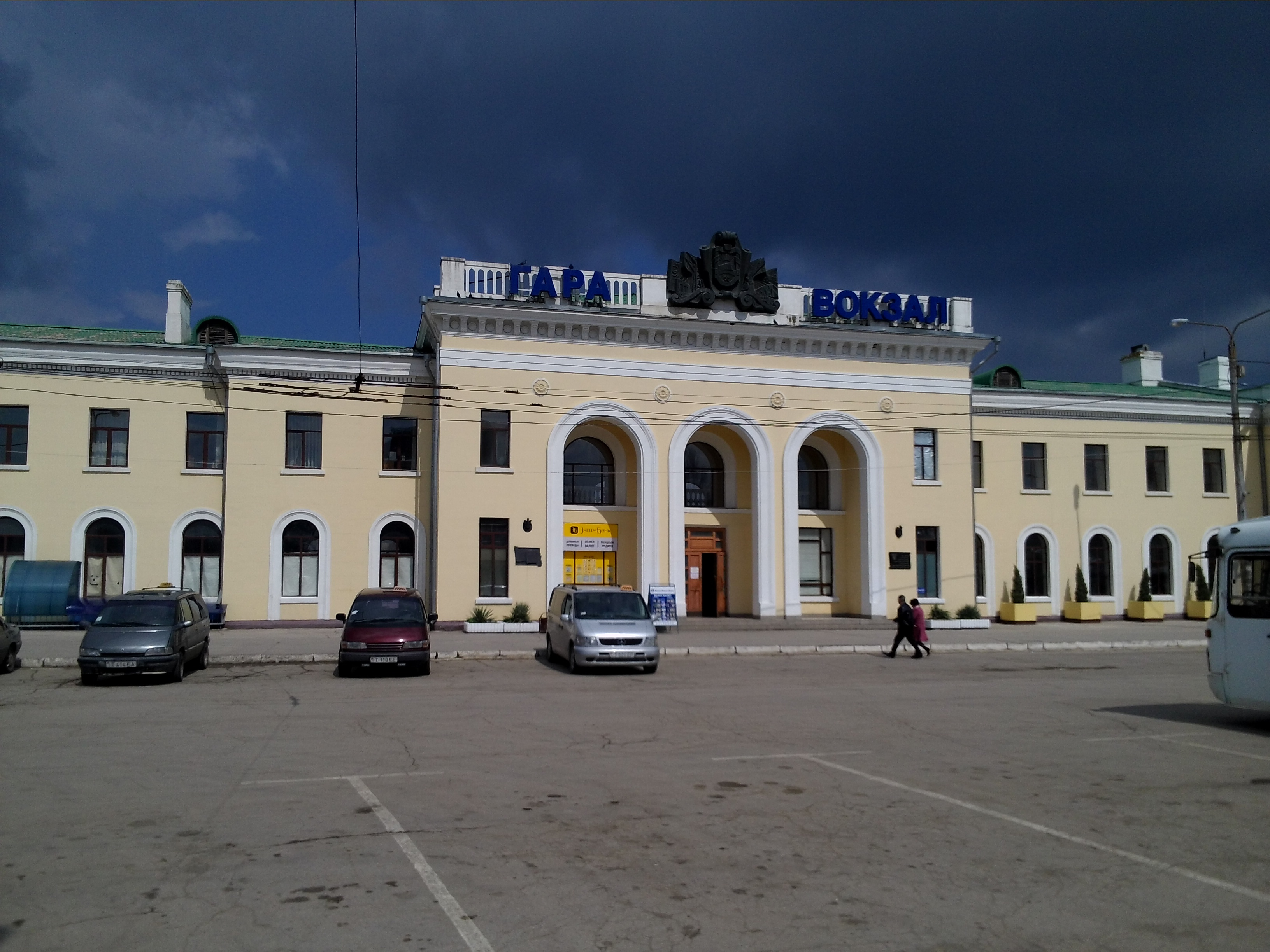
Привокзальна площа
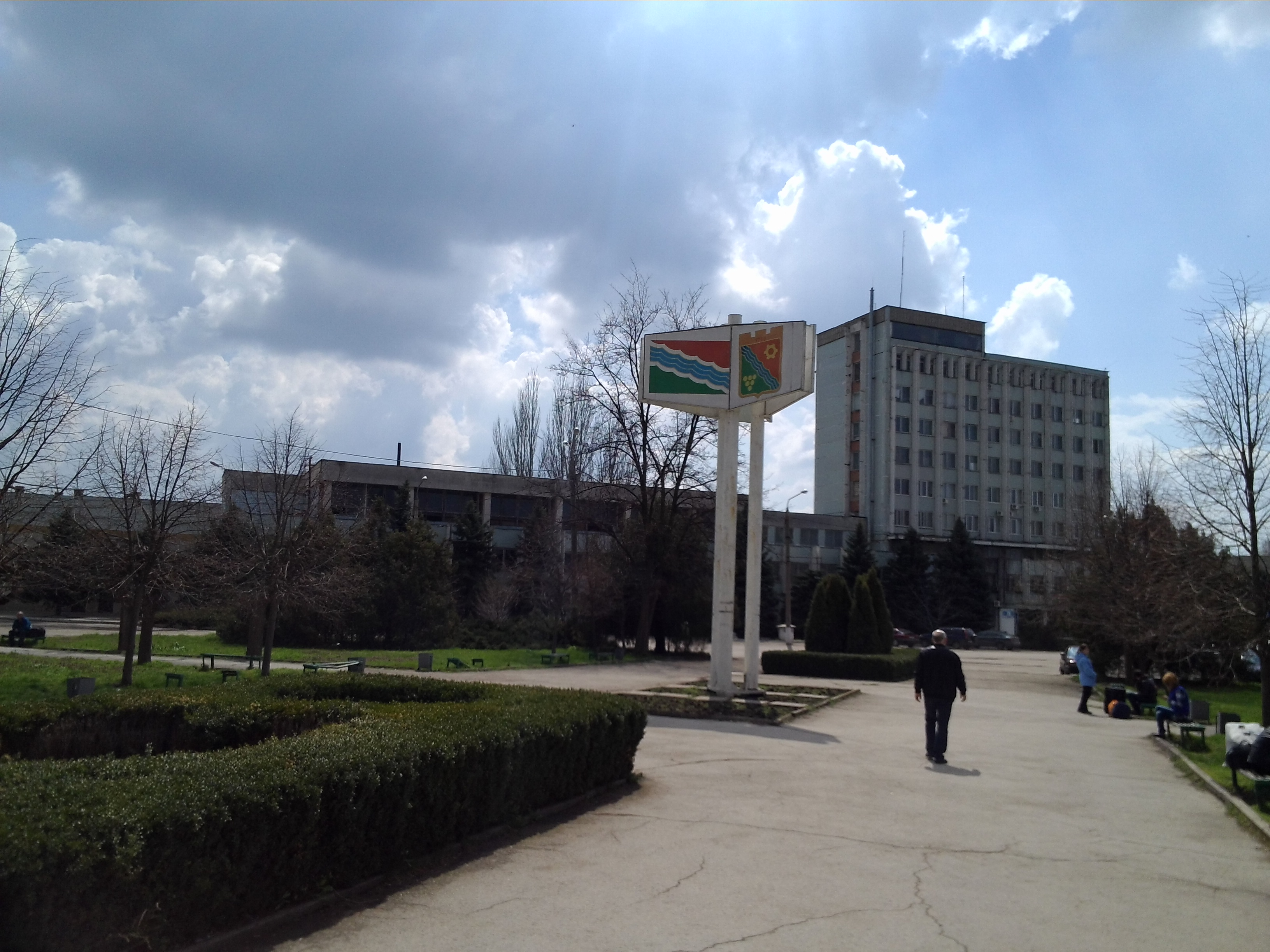
Сквер поблизу станції
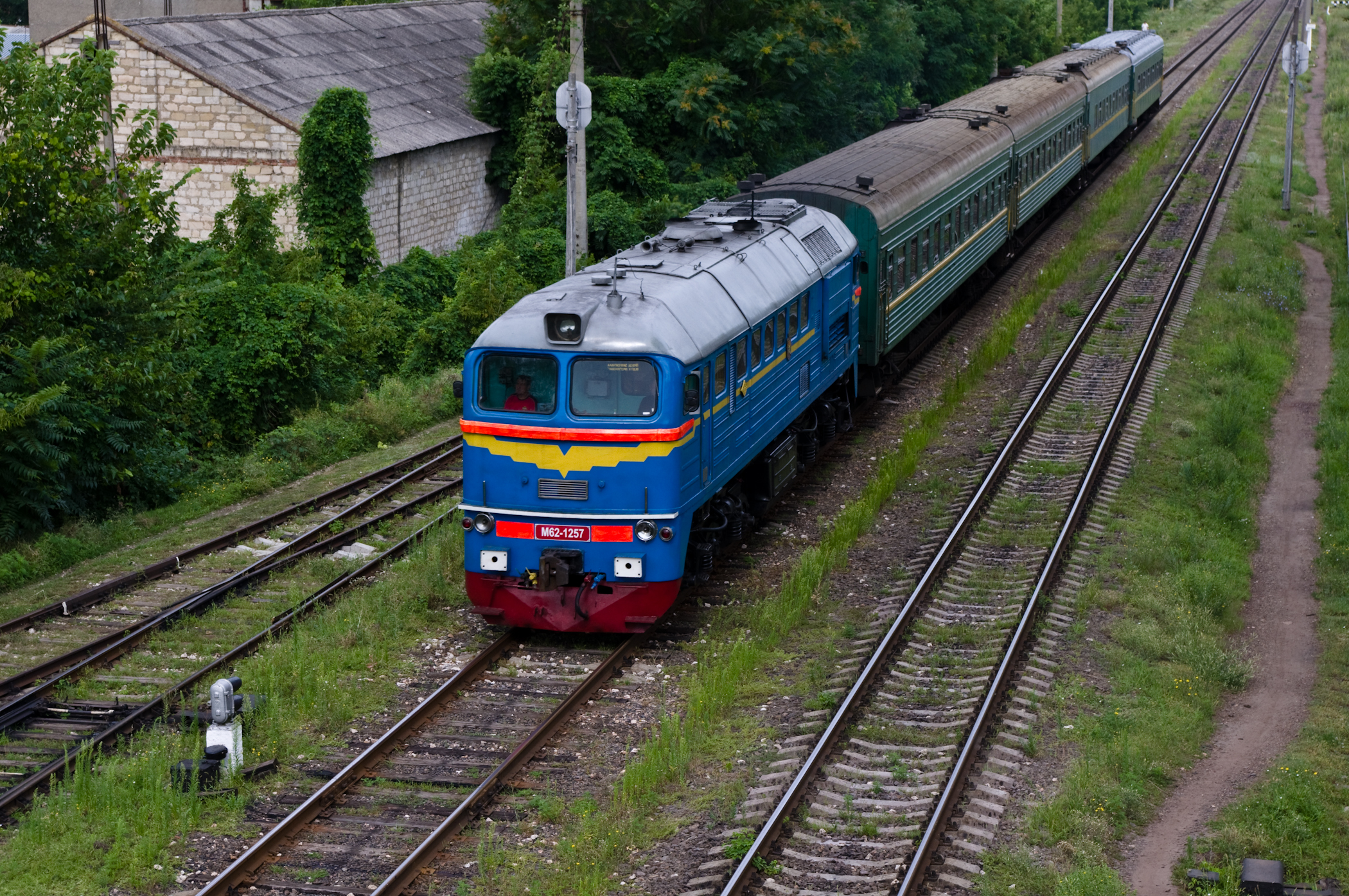
Поїзд №642 Кишинів-Одеса на станції